# Margattea nimbata
Margattea nimbata är en kackerlacksart som först beskrevs av Robert Walter Campbell Shelford 1907.  Margattea nimbata ingår i släktet Margattea och familjen småkackerlackor. Inga underarter finns listade i Catalogue of Life.